# Вязовка (Сычёвский район)
Вязовка — деревня в Сычёвском районе Смоленской области России. Входит в состав Караваевского сельского поселения. Население — 9 жителей (2007 год). С 2012 никто не проживает. 
Расположена в северо-восточной части области в 16 км к северо-западу от Сычёвки, в 21 км западнее автодороги Р134 «Старая Смоленская дорога» Смоленск — Дорогобуж — Вязьма — Зубцов, на берегу реки Ракитня. В 18 км юго-восточнее деревни расположена железнодорожная станция Сычёвка на линии Вязьма — Ржев. 

## Этимология
По одной версии, "Вязовка" от «вяз» – это «вязкое, илистое болото, топь», т. е. Вязовка – это населённый пункт, у которого протекающая река с вязкими, илистыми берегами или река, берущая начало из вязкого, илистого болота. Река Ракитня, которая «обвязывает» Вязовку, берёт своё начало из болотистого урочища Кисилёво, а впадает в реку Осуга – левый приток реки Вазузы – реки бассейна Волги.
По другой версии, «Вязовка» от «вязь»: повороты на реке когда-то назывались местным термином «вязь», от глаголов «вязать», «обвязывать».
Местные краеведы связывают название деревни «Вязовка» с деревом «вяз»: вязы были посажены в парке владельцев деревни, но эта версия наименее вероятна, т.к. деревня была первоначально дворцовой, т.е. не была владельческой, владельцы в деревне Вязовка появились позже и позже разбили там парк.

## История
В конце XVIII в. – начало XIX в. владельцем д. Вязовки Сычевского уезда Смоленской губернии является граф - Петр Иванович Салтыков (1784 – 1813).
В средине XIX в. – владельцем д. Вязовка Сычёвского уезда Смоленской губернии (157 душ.) являлся Ломоносов Пётр Григорьевич, подполковник.
В конце XIX столетия – статскому советнику П.И. Маевскому и далее его наследникам. 
Усадьба гвардии поручика Г.Г. Ломоносова известна с 1840-х гг., затем принадлежала его сыну П.Г. Ломоносову. В усадьбе был прекрасный парк. Парк окружал насыпной вал, на котором были посажены кусты акации. По словам старожилов, хозяин усадьбы не разрешал жителям близлежащих деревень ходить по парку, лишь на Петров день (12 июля) - престольный праздник— можно было погулять по парку, соблюдая тишину и не нанося ущерба деревьям и насаждениям. В парке была устроена обсаженная липами площадка, где располагалась беседка, в которой хозяева пили чай и принимали гостей. В парке был расположен пруд, не сохранившийся в настоящее время.  Парк сейчас находится в запущенном состоянии.
До Октябрьской революции 1917 года деревня Вязовка входила в Никитскую волость первого стана Сычёвского уезда (района) Смоленской губернии (области).
В 1917 г. был создан Вязовский сельский совет. В него входило 11 деревень: Вязовка, Новая, Кривцово, Прибытки, Аржауховка, Пустошь Липки (Пустошлипка), Хмелёвка, Мурино, Корытовка, Жуковка, Никифоровка.
В годы Великой Отечественной войны деревня Вязовка была оккупирована гитлеровскими войсками в октябре 1941 г.,освобождена в марте 1943 г.
Оккупация Сычёвского района захватчиками длилась 518 дней. Из 248 деревень района уничтожили дотла 137, погубили 6 тысяч мирных жителей и 7 тысяч человек угнали в фашистское рабство. При отступлении сожгли 4665 домов колхозников, 12 клубов, 53 школы, 1449 хозяйственных построек.
С 1 января 2006 года деревня Вязовка вошла в Караваевское сельское поселение Сычёвского района Смоленской области.

## Мемориал
В деревне находится братская могила советских воинов и партизан, погибших в боях с немецко-фашистскими захватчиками в 1941 - 1943 гг.
Датировка: 1941 - 43 гг., памятник - 1954 г.
Исторические сведения: В 1943 г. захоронены погибшие в окрестностях д. Колесница советские воины и партизаны. В 1954 г. перезахоронены останки воинов и партизан из отдельных и братских захоронений, расположенных на близлежащей территории и установлен памятник. Высота памятника 5,3 м.
Описание памятника: Скульптура советского воина, стоящего на высоком постаменте. Боец стоит, держа в левой руке каску. На постаменте надпись: «Вечная слава героям, павшим в борьбе за свободу и независимость нашей Родины в Отечественной войне 1941 - 1945 гг.».
Площадь участка: 108 кв.м.
В братской могиле деревни Вязовка похоронены 1289 воинов, погибших у многих деревень района в боях 1942 - 1943 гг. и перезахороненных в Вязовку (известных 489, неизвестных – 800), из них за освобождение деревни Вязовки в период с 04.10 по 9.10.1943 г. воины:
- 369-й стрелковой дивизии, которая с 01.03.1943 года входила в состав 30-й армии Западного фронта. Командир 369-й сд – полковник Казишвили, Михаил Зурабович (09.05.1942 - 09.03.1943);
- 344-й стрелковой дивизии, которая с 01.03.1943 года входила в состав 50-й армии Западного фронта. Командир 344-й сд – полковник Ильин, Михаил Трофимович (28.02.1943 - 05.06.1943).